# منجیق تپه تیکمه داش
منجیق تپه تیکمه داش در شهرستان زنجان، بخش قره پشتلو، روستای تیکمه داش واقع شده و این اثر در تاریخ ۷ مهر ۱۳۸۱ با شمارهٔ ثبت ۶۲۰۰ به‌عنوان یکی از آثار ملی ایران به ثبت رسیده است.